# Хоуп, Фредерик Уильям
Фредерик Уильям Хоуп (англ. Frederick William Hope) 3 января 1797 — 15 апреля 1862 — английский энтомолог, основатель кафедры энтомологии в оксфордском университете. Второй сын Джона Томаса Хоупа. Окончил Оксфордский университет в 1820 году.
Увлечение энтомологией началось в 1817 году. Приоритет отдавал изучению жесткокрылых. Энтомологическая коллекция Хоупа включала в себя 31 кабинет в которых хранились 964 коллекционных ящика, около 1800 книг, посвященных энтомологии.
Был одним из основателей Зоологического Общества Лондона и, в 1833 году — Королевского энтомологического общества Лондона. В последнем, в различное время, он занимал должности хранителя, президента и Вице-президента.

## Публикации
- Coleopterists Manual, в 3 томах, опубликовано в 1837 году.
  - Containing The Lamellicorn Insects Of Linneus And Fabricius. Bohn, London 1837; Читать онлайн
  - Containing The Predaceous Land And Water Beetles Of Linneus And Fabricius. Bohn, London 1838; Читать онлайн
  - Containing Various Families, Genera, And Species, Of Beetles, Recorded By Linneus And Fabricius : Also Descriptions Of Newly Discovered And Unpublished Insects. Bridgewater, London 1840
- Catalogo dei crostacei Italiani e di molti altri del Mediterraneo. Fr. Azzolino, Neapel 1851; Читать онлайн